# پری دریایی (فیلم ۲۰۰۷)
«پری دریایی» (روسی: Русалка، Rusalka) فیلمی در ژانر کمدی-درام و فانتزی است به کارگردانی و نویسندگی آنا ملیکیان که در سال ۲۰۰۷ منتشر شد.